# Raymondville (Texas)
Raymondville település az Amerikai Egyesült Államok Texas államában, Willacy megyében, melynek megyeszékhelye is. Lakosainak száma 10 236 fő (2020. április 1.).

## Népesség
A település népességének változása:

| 2010 | 11 284 |
| 2020 | 10 236 |